# Canthon depressipennis
Canthon depressipennis là một loài bọ cánh cứng trong họ Bọ hung (Scarabaeidae).